# Gustaf Lewenhaupt (psalmförfattare)
Gustaf "Gösta" Gustafsson Lewenhaupt, född 7 september 1791 i Västra Tunhems församling, Älvsborgs län, död 26 februari 1873 i Västerås församling, Västmanlands län, var en svensk greve, godsägare och militär samt psalmförfattare.

## Biografi
Lewenhaupt blev fänrik vid Skaraborgs regemente 20 december 1807 och senare major i generalstaben. Lewenhaupt deltog under 1808–1809 års krig och blev, efter slaget vid Prestebakke kirke i Østfold i juni 1808, fången på Bogstad gård i Norge.
Han finns representerad i 1937 års psalmbok med ett verk (nr 146) som han tillskrivs upphovet, vilket inte finns angivet i den föregående psalmboken annat än att melodin är "efter G Lewenhaupt".
Gustaf Lewenhaupt var son till Gustaf Julius Lewenhaupt och dotterson till Patrik Alströmer. Han gifte sig första gången 9 september 1824 med friherrinnan Ottiliana Henrietta Cronstedt och andra gången 10 maj 1840 med friherrinnan Eva Augusta Cronstedt.

## Psalmer
- En morgon utan synd jag vakna får Finns på Wikisource.
- Jag är en pilgrim här Finns på Wikisource.
- Ungdom i livets vår
- Vem är den stora skaran där (1937 nr 146) och Hemlandssånger 1891, nr 492, ev skriven själv 1855. Finns på Wikisource.